# Libanonská hokejová reprezentace
Libanonská hokejová reprezentace je národní hokejové mužstvo Libanonu. Libanon je přidružený člen IIHF od 26. září 2019 Mezinárodní federace ledního hokeje. Dosud se nezúčastnil mistrovství světa ani zimních olympijských her.

## Mezistátní utkání Libanonu
15.04.2017  Libanon 8:3 Maghreb United
   (neoficiální zápas)
23.04.2017  Libanon 7:4 Haiti

02.09.2017  Maroko 3:5 Libanon 
02.09.2017  Egypt 0:5 Libanon 
22.09.2017  Alžírsko 3:10 Libanon 